# Rutnjak
Koordinati:   44°03′13″N, 15°07′18″E
Rutnjak je majhen nenaseljen otoček v Jadranskem morju. Pripada Hrvaški.
Rutnjak leži vzhodno od otoka Iž, oddaljen okoli 1,5 km od naselja Veli Iž. Njegova površina meri 0,025 km². Dolžina obalnega pasu je 0,67 km. Najvišja točka na otočku je visoka 15 mnm.